# Stephens Passage
De Stephens Passage is een natuurlijk kanaal in de Alexanderarchipel in de Alaska Panhandle in het zuidoosten van Alaska in de Verenigde Staten. Het waterlichaam is onderdeel van de Inside Passage.

## Geografie
Het oppervlaktewater ligt ten oosten en noordoosten van Admiralty Island en scheidt dit eiland van het vasteland van Alaska en van Douglas Island. De Stephens Passage heeft een lengte van ongeveer 170 kilometer. Aan de noordwestzijde wordt het begrensd door het Saginaw Channel en het Favorite Channel die respectievelijk ten westen en ten oosten van Shelter Island liggen en de Stephens Passage verbinden met het Lynn Canal. In het zuiden mondt het kanaal ten noorden van Kupreanof Island uit in de Frederick Sound. In het noorden komt ook het Gastineau Channel op het kanaal uit met aan deze waterweg de hoofdstad van Alaska: Juneau.
Het waterlichaam ligt in de mariene ecoregio Noord-Amerikaans Pacifisch Fjordland.

## Geschiedenis
De Stephens Passage werd in 1794 vernoemd door George Vancouver, waarschijnlijk naar de Britse politicus Sir Philip Stephens. Het werd voor het eerst in hetzelfde jaar in kaart gebracht door Joseph Whidbey, kapitein van HMS Discovery tijdens Vancouvers expeditie van 1791-'95. In 1920 volgde een gedetailleerder onderzoek van de doorgang, door een schip van het United States Coast and Geodetic Survey.

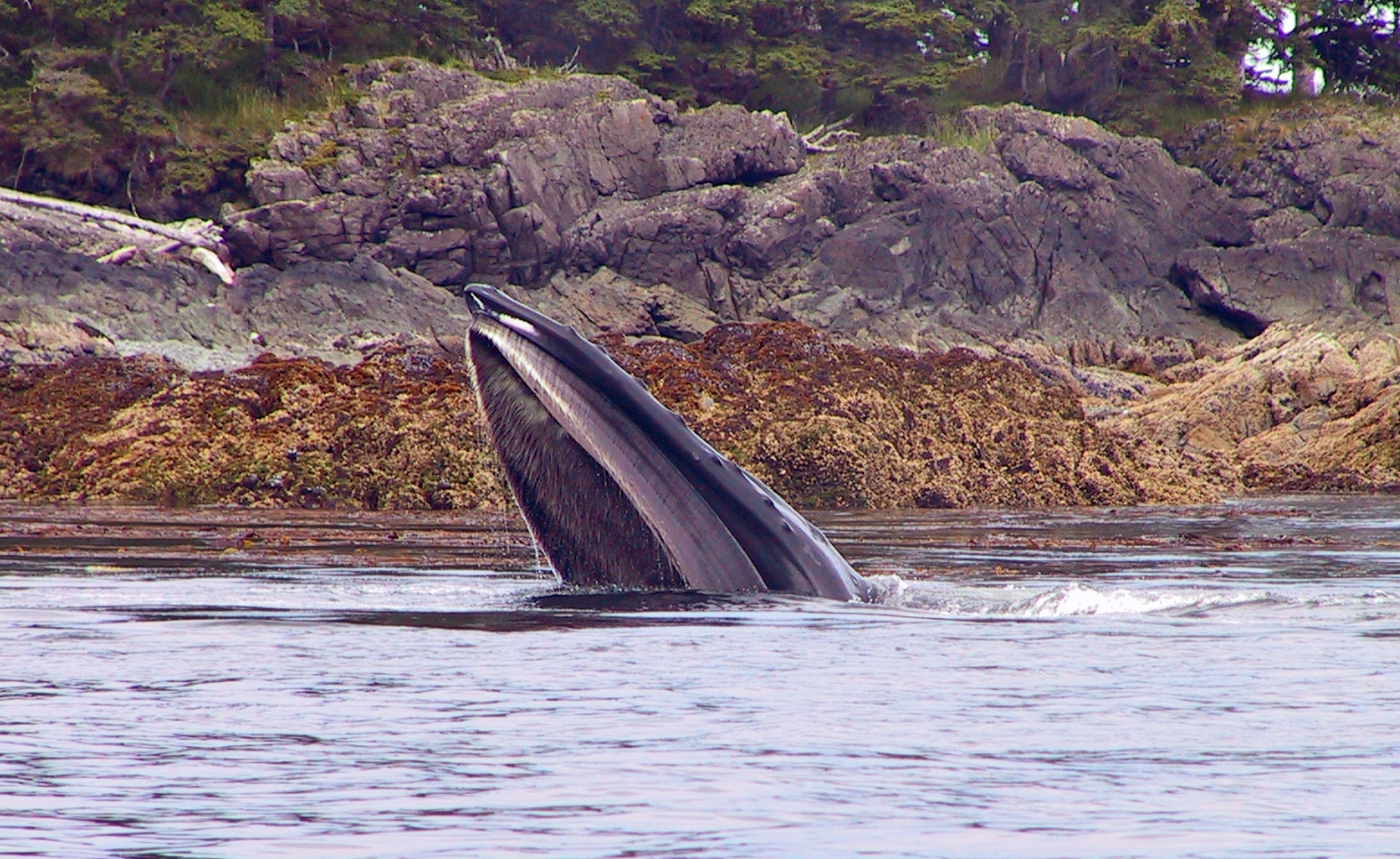
Een bultrug in Stephens Passage
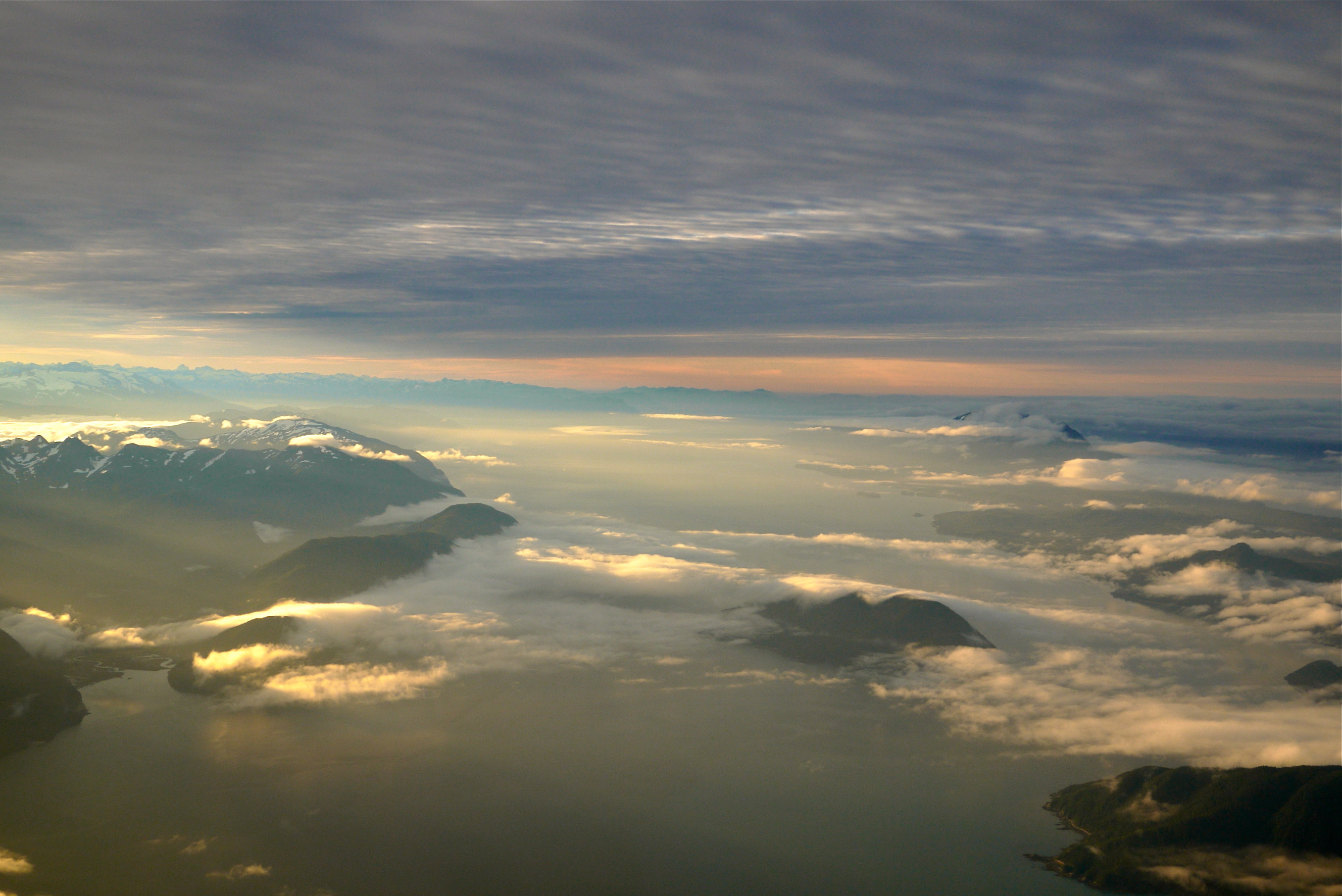
Stephens Passage bij zonsopkomst